# Kultura biełogrudowska
Kultura biełogrudowska – kultura archeologiczna późnej (młodszej) epoki brązu ze wschodniej części Europy.

## Nazwa
Swoją nazwę kultura biełogrudowska bierze od miejscowości Biełogrudowski Les k. Humania, w której pobliżu odkryto pierwsze pozostałości osadnicze tej kultury.

## Chronologia i obszar występowania
Kultura biełogrudowska istniała w okresie XI–IX/VIII wieku p.n.e. i była współczesna dla m.in.: kultury łużyckiej, kultury wysockiej i kultury Gáva.
Ludność kultury biełogrudowskiej zamieszkiwała tereny nadrzeczne strefy leśno-stepowej zachodniej Ukrainy (Wołyń i okolice) pomiędzy Dnieprem i Dniestrem.

## Przynależność etniczna
Nie ustalono dokładnie, jakiego pochodzenia etnicznego była ludność kultury biełogrudowskiej. Obecnie ścierają się dwie koncepcje. Według pierwszej członkowie tej kultury to przodkowie wschodnich Słowian; według drugiej byli to członkowie północno-wschodnich Traków.
Konflikt pomiędzy badaczami może być jałowy: w świetle niektórych analiz, tych uznających dialekty trackie za pobratymcze wobec bałtyckich; oraz na podstawie poglądu, że mowa prasłowiańska była jedynie peryferyjnym dialektem kontinuum bałtosłowiańskiego.

## Osadnictwo, gospodarka, religia
Osady kultury biełogrudowskiej były stosunkowo duże, ale otwarte (bez fortyfikacji) i z zabudową półziemankową. Brak jakichkolwiek umocnionych osiedli wskazuje, że ludność tej kultury nie wykształciła silnej władzy centralnej, a jedynie ustrój patrialchalno-rodowy.
Gospodarka ludności biełogrudowskiej opierała się na rolnictwie oraz osiadłej hodowli zwierząt; do produkcji wyrobów używano: kamienia, gliny, zwierzęcych rogów, a czasem także brązu.
Z terenu osad kultury biełogrudowskiej pochodzą tzw. zolniki, czyli nasypy zawierające warstwy popiołu oraz przedmioty kultowe, mogące być miejscami kultu (ognia lub ogniska domowego) lub pozostałościami po świątyniach.
Bezpośrednią kontynuacją kultury biełogrudowskiej była kultura czarnoleska.